# ینی‌کوی (پوسوف)
ینی‌کوی (به ترکی استانبولی: Yeniköy) یک منطقهٔ مسکونی در ترکیه است که در پوسوف واقع شده‌است.